# Fifi Abdou
Fifi Abdou (Egyptisch-Arabisch: فيفي عبده), geboren als Atiyat Abdul Fattah Ibrahim (عطيات عبد الفتاح إبراهيم; Caïro, 26 april 1953), is een Egyptische actrice en buikdanseres. In Egypte wordt Fifi Abdou bestempeld als een dominante vrouw, omdat haar personages zich doorgaans tegen het patriarchaat verzetten.
In 1997 vertegenwoordigde ze Egypte op het Filmfestival van Cannes in Frankrijk.

## Vroegere leven
Fifi Abdou werd geboren in een groot gezin van elf kinderen. Haar vader was politieagent en haar moeder was een huisvrouw. Van jongs af aan keek ze naar Egyptische films en bewonderde ze figuren uit deze films, zoals Samia Gamal of Tahia Carioca. Op 12-jarige leeftijd vluchtte ze met een buurmeisje om toe te treden tot een (buik)dansgroep. Daarna werkte ze korte tijd als model. In de jaren zeventig verkreeg ze steeds meer bekendheid, onder andere vanwege haar werk bij een baladi bar (nachtclub). 

## Kritiek
Fifi Abdou wordt sterk bekritiseerd door sommige Egyptenaren die beweren dat haar optredens in strijd zijn met de principes van de islam. In 1991 werd ze door de rechtbank in Caïro schuldig bevonden aan "verdorven bewegingen" en veroordeeld tot drie maanden gevangenisstraf. In 1999 publiceerde de voormalige grootmoefti van Egypte, sjeik  Nasr Farid Wasil, een fatwa tegen haar waarbij hij haar verbood om op Hadj in Mekka te gaan. Kort daarna trok hij deze fatwa weer in.

## Persoonlijk
Fifi Abdou is vijf maal getrouwd geweest en heeft twee biologische dochters.